# Wallace K. Harrison
Pour les articles homonymes, voir Harrison.

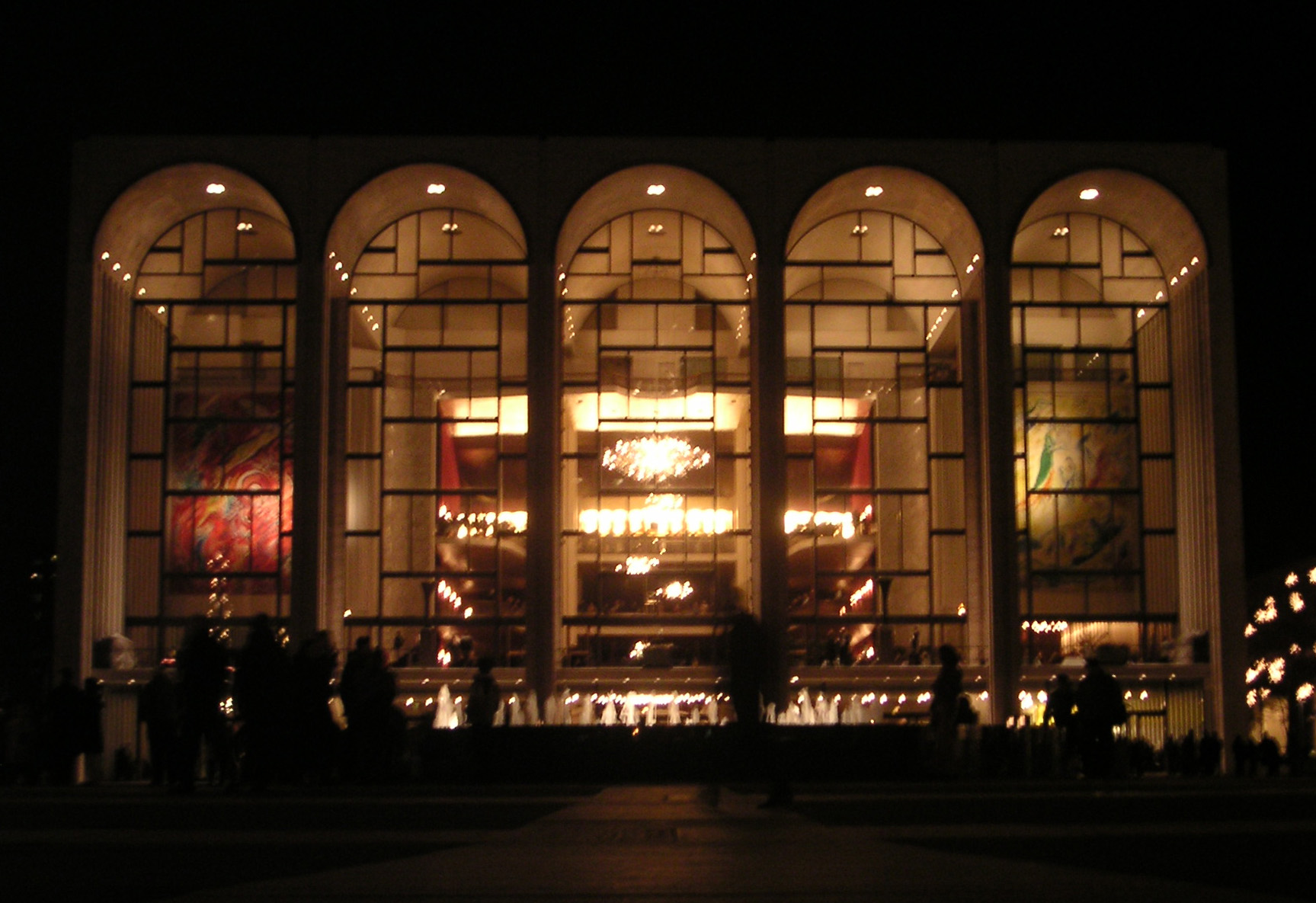
Le Metropolitan Opera House du Lincoln Center

Wallace Kirkman Harrison (28 septembre 1895, Worcester, Massachusetts – 2 décembre 1981, New York), était un architecte américain. Au début de sa carrière, Harrison a travaillé pour le cabinet Corbett, Harrison & MacMurray, en participant notamment à la construction du Rockefeller Center. Il s'est rendu célèbre en contribuant à la réalisation de nombreux projets publics dans la ville de New York, ainsi que dans l'État de New York. La plupart de ces projets lui furent confiés par Nelson Rockefeller qui était l'un de ses proches, et dont il fut le conseiller. D'un point de vue architectural, les œuvres de Harrison se caractérisent par des formes très classiques, et un aspect fonctionnel très marqué. Cependant, ses projets de résidences présentaient des traits beaucoup plus novateurs et humains. Il travailla en collaboration avec Max Abramovitz entre 1941 et 1976, avec lequel il fonda le cabinet Harrison, Abramovitz, & Abbe.

## Les principales réalisations
- Architecte en chef pour la construction du Siège des Nations unies, chargé de coordonner les efforts internationaux des différents architectes parmi lesquels Sven Markelius, Le Corbusier, Roger Aujame et Oscar Niemeyer.
- Le Time-Life Building du Rockefeller Center, New York.
- Le Exxon Building du Rockefeller Center.
- Plans principaux du Lincoln Center for the Performing Arts (chargé de coordonner les travaux de Pietro Belluschi, Gordon Bunshaft, Philip Johnson, et Eero Saarinen, entre autres).
- Metropolitan Opera House du Lincoln Center.
- La Nelson A. Rockefeller Empire State Plaza à Albany, son dernier gros projet;
- Les Rockefeller Apartments en 1936, avec J. André Fouilhoux, commandés par Nelson Rockefeller, en face du jardin du MoMA.
- Le complexe de Battery Park City, New York.
- Aéroport international de LaGuardia.
- The Hopkins Center du Dartmouth College en 1962. Certains détails inspirèrent la Metropolitan Opera House du Lincoln Center.
- L'ambassade des États-Unis à Cuba, avec Max Abramovitz (1953).
- First Presbyterian Church, ("The Fish Church"), Stamford, Connecticut (1958).
- Le New York Hall of Science pour la Foire internationale de New York 1964-1965.
- Hilles Library, Harvard University.
- National City Tower, Louisville Kentucky;
- Perisphere et Trylon de l'Exposition universelle de 1939.
- Erieview Tower, Cleveland, Ohio 1964.
- Tour CB21, La Défense, France, 1974